# Pio Duran
Pio Duran ist eine philippinische Stadtgemeinde in der Provinz Albay. Sie hat 46.693 Einwohner (Zensus 1. August 2015).

## Baranggays
Pio Duran ist politisch unterteilt in 33 Baranggays.
| - Agol - Alabangpuro - Basicao Coastal - Basicao Interior - Banawan (Binawan) - Binodegahan - Buenavista - Buyo - Caratagan - Cuyaoyao - Flores | - Lawinon - Macasitas - Malapay - Malidong - Mamlad - Marigondon - Matanglad - Nablangbulod - Oringon - Palapas - Panganiran | - Barangay I (Pob.) - Barangay II (Pob.) - Barangay III (Pob.) - Barangay IV (Pob.) - Barangay V (Pob.) - Rawis - Salvacion - Santo Cristo - Sukip - Tibabo - La Medalla |